# Eclipse lunar de agosto de 2016
| Eclipse penumbral de luna 18 de agosto de 2016                             | Eclipse penumbral de luna 18 de agosto de 2016 |
| -------------------------------------------------------------------------- | ---------------------------------------------- |
| Previo                                                                     | Eclipse \| Eclipse total \| Saros              |
| Posterior                                                                  | Eclipse \| Eclipse total \| Saros              |
| La Luna pasando de derecha a izquierda a través de la sombra de la Tierra. |                                                |
| Saros                                                                      |                                                |
| Duración (h:min:s)                                                         |                                                |
| Penumbra                                                                   | 00:17:57                                       |
| Contactos                                                                  |                                                |
| P1                                                                         | 9:25 UTC                                       |
| Máximo                                                                     | 9:42 UTC                                       |
| P4                                                                         | 9:59 UTC                                       |

Un eclipse lunar penumbral ocurrió el 18 de agosto del 2016, el segundo de los tres eclipses lunares penumbrales de 2016.

## Visualización

### Perspectiva de la Luna
| Ésta simulación muestra la perspectiva desde la Luna al momento máximo del eclipse. El fenómeno será visible completamente sobre el Océano Pacífico. |

- Datos: Q4820591
- Multimedia: Lunar eclipse of 2016 August 18 / Q4820591